# Sande (Lamego)
Sande es una freguesia portuguesa del concelho de Lamego, con 3,11 km² de superficie y 1.134 habitantes (2001). Su densidad de población es de 364,6 hab/km².